# Западнодвински рејон
Западнодвински рејон (рус. Западнодвинский район) административно-територијална је јединица другог нивоа и општински рејон у западном делу Тверске области, на северозападу европског дела Руске Федерације.
Административни центар рејона је град Западна Двина. Према проценама националне статистичке службе Русије за 2014. на територији рејона је живело 14.636 становника или у просеку око 5,20 ст/км².

## Географија
Западнодвински рејон налази се на крајњем западу Тверске области и обухвата територију површине 2.816 км². Граничи се са Торопечким рејоном на северу, на североистоку је Андреапољски, а на истоку Нелидовски рејон, док је на југоистоку територија Жарковског рејона. На крајњем југу граничи се са Смоленском облашћу, односно на западу са Псковском облашћу.
Целокупна рејонска територија налази се у басену реке Западне Двине и Балтичког мора, а значајнији водотоци су још и Велеса и Торопа. У северном делу рејона налази се језеро Вережун кроз које протиче Западна Двина.

## Историја
Рејон је успостављен 1927. године под именом Октобарски, а садашње име носи од 1963. године. У периоду од 1944. до 1957. био је делом Великолушке области, да би потом постао интегралним делом Тверске области.

## Демографија и административна подела
Према подацима пописа становништва из 2010. на територији рејона је живело укупно 16,018 становника, док је према процени из 2014. ту живело 14.636 становника, или у просеку 5,20 ст/км². Око 60% популације је живело у административном центру рејона.
| 1959. | 1970.  | 1979.  | 1989.  | 2002.  | 2010.  | 2014.   |
| ----- | ------ | ------ | ------ | ------ | ------ | ------- |
| ---   | 19.670 | 13.535 | 24.585 | 19.707 | 16.018 | 14.636* |

Напомена: * Према процени националне статистичке службе.
На подручју рејона постоји укупно 239 насељенх места, од којих су два градска насеља, подељених на укупно 7 општина (5 сеоских и 1 градске). Административни центар рејона је град Западна Двина, док је градско насеље још и варошица Стараја Торопа.